# Dodge Slingshot
Ne doit pas être confondu avec Polaris Slingshot.
La Dodge Slingshot (ou Dodge Sling Shot) est un concept car créé par Dodge. 
Elle a été présentée au Salon de l'automobile de New York en 2004. Cette voiture a été conçue pour être une voiture qui était peut-être ciblée pour une jeune génération.

## Caractéristiques
La Slingshot est équipée d'un moteur essence 3 cylindres monté à l'arrière avec aspiration et induction normales. Le moteur délivre un total de 100 chevaux. Elle peut aller de 0 à 100 km/h en 10 secondes environ. La voiture utilise une transmission manuelle à cinq vitesses.
La Slingshot affiche une consommation mixte de 5,2 litres aux 100 km. La conception de la voiture est dérivée du passé du groupe Chrysler, notamment de l'ère des muscle cars des années 1960 et 1970. La Slingshot dispose également d'un panneau de toit en toile. Elle a plus qu'une ressemblance passagère avec la Smart Roadster Coupé, qui était en production de 2003 à 2007[pas clair].